# Joseph Léon Cathelan
Joseph Léon Cathelan, né le 27 septembre 1731 à Montréal, où il est mort le 20 septembre 1815, est un général français de la Révolution et de l’Empire.

## États de service
Il entre en service le 12 juin 1749, comme surnuméraire au bataillon de Sainte-Clair artillerie, il devient sous-lieutenant dans ce bataillon le 29 novembre 1755, et lieutenant en second le 1er janvier 1759. Lieutenant en premier le 23 novembre 1759, il passe capitaine en second des mineurs le 15 octobre 1765, et il est fait chevalier de Saint-Louis le 13 avril 1774.
Le 21 avril 1777, il reçoit son brevet de capitaine de canonnier, et le 22 mai 1781, celui de major. Le 1er janvier 1791, il est nommé chef de bataillon au 4e régiment d’artillerie à pied, et le 28 août 1792, il passe chef de brigade à l’armée du Var. En décembre 1792, il devient directeur de l’artillerie à Bastia.
Il est promu général de brigade provisoire le 11 novembre 1793, et commandant de la ville de Bastia. En 1794, il est affecté à l’armée d’Italie. Le 9 décembre 1794, il commande provisoirement la 1re division militaire et la ville d’Antibes.
Il est réformé le 13 juin 1795, lors de la réorganisation des états-majors, et il cesse ses fonctions de général le 2 août 1795.

## Sources
- (en) « Generals Who Served in the French Army during the Period 1789 - 1814: Eberle to Exelmans »
- (pl) « Napoléon.org.pl »
- Docteur Robinet, Jean-François Eugène et J. Le Chapelain, Dictionnaire historique et biographique de la révolution et de l'empire, 1789-1815, volume 1, Librairie Historique de la révolution et de l’empire, 900 p. (lire en ligne), p. 348.
- Arthur Chuquet, La jeunesse de Napoléon, Armand Colin et Cie, éditeurs, Paris, 1898, 408 p. (lire en ligne), p. 323.